# Europamästerskapet i ishockey för herrar 1921
Europamästerskapet i ishockey 1921 var det sjätte Europamästerskapet i ishockey för landslag, arrangerat av IIHF. Detta var det första som blev arrangerat efter första världskriget. Endast två lag deltog, Sverige och Tjeckoslovakien. De möttes i en match i Stockholm, på Stockholm stadion, den 23 februari 1921. 
IIHF bestämde vid sin kongress i Antwerpen 1920 att VM för första gången skulle spelas i Tjeckoslovakien 1921. Detta var en ersättning för den av kriget inställda turneringen i Böhmen 1915. Dock planerades detta om då vädret i Prag visade sig för opålitligt. Turneringen lämnades då över till Sverige, som gjorde internationell debut i OS 1920, med spel mot Kanada om guldmedaljer. Inledningsvis organiserades detta som ett världsmästerskap, eftersom alla OS-deltagare hade bjudits in, det vill säga USA, Kanada, Frankrike, Belgien och Schweiz. Dock ställde endast Tjeckoslovakien upp, som arvtagare av Böhmen hade detta landslag inte förlorat en match före första världskriget. Dock kom det tjeckoslovakiska laget oförberett då den milda vintern i Prag gjort det omöjligt för dem att träna tillräckligt.
Slutresultatet i matchen är dock omstritt. Svenska ishockeyförbundet anser att matchen slutade 7-4, under det att Tjeckoslovakien hävdar att matchen slutade 6-4. IIHF har haft 6-4 som officiellt resultat, men detta har på senare tid ändrats.
Över 6 000 åskådare såg matchen.

## Tabell
| Nr | Lag             | S | V | O | F | GM | IM | MS | P |
| -- | --------------- | - | - | - | - | -- | -- | -- | - |
| 1  | Sverige         | 1 | 1 | 0 | 0 | 7  | 4  | +3 | 2 |
| 2  | Tjeckoslovakien | 1 | 0 | 0 | 1 | 4  | 7  | −3 | 0 |

## Resultat
| [ 6 ] | 23 februari 1921 | Sverige    | 7 – 4 | Tjeckoslovakien |  |  |
|       |                  | (4–1, 3–3) |       |                 |  |  |
|       |                  |            |       |                 |  |  |
|       |                  |            |       |                 |  |  |
|       |                  |            |       |                 |  |  |
|       |                  |            |       |                 |  |  |
|       |                  |            |       |                 |  |  |

## Laguppställningar

### Sverige
- - Målvakt: Sven Säfwenberg;
  - Backar: Einar "Knatten" Lundell (1 mål), Einar "Stor-Klas" Svensson;
  - Forwards: Erik "Erik Aber" Abrahamsson, Wilhelm Arwe, Erik "Jerka" Burman (3 mål), Gunnar Galin, Georg Johansson-Brandius (3 mål), Einar Lindqvist, Louis Woodzack

### Tjeckoslovakien
- Karel Wälzer
- Jan Hamácek
- Jan Palouš
- Otakar Vindyš
- Karel Hartmann
- Vilém Loos (1 mål)
- Jaroslav Jirkovský (1 mål)
- Josef Šroubek (1 mål)
- Karel Pešek-Káda (1 mål)